# Imre Henszlmann

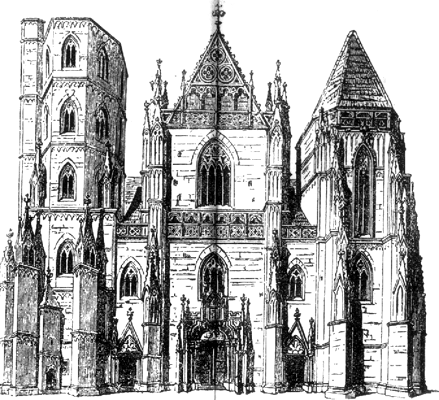
Rilievo di Henszlmann della facciata occidentale della Cattedrale di Sant'Elisabetta di Košice prima della grande ricostruzione degli anni 1877-1896

Imre Henszlmann noto anche come Emerich Henselmann e Imrich Henszlmann (Košice, 13 ottobre 1813 – Budapest, 5 dicembre 1888) è stato un architetto, storico dell'arte, archeologo, saggista e politico slovacco naturalizzato ungherese, membro dell'Accademia ungherese delle scienze, noto per essere stato il fondatore del Museo dell'Alta Ungheria di Košice, oggi Museo della Slovacchia orientale.

## Biografia

### La giovinezza
Nacque in una famiglia di luterani tedeschi originaria di Bardejov, che si era stabilita a Košice nel 1811. Suo padre Imrich Henszlmann senior (1770-1817) acquistò per la famiglia il palazzo all'angolo fra Hlavná ulica e Alžbetina ulica, ossia esattamente davanti alla cattedrale, in cui avviò un fiorente negozio di ferramenta. Nel 1813 in questa casa nacque il figlio Imre. Oltre ad aver studiato medicina alle università di Pest, Vienna e Padova, ma non si dedicò alla professione medica e incominciò invece  a occuparsi di arte e architettura, proseguendo i suoi studi in Francia.
Dal 1841 divenne corrispondente dell'Accademia ungherese delle scienze. Nel 1846 pubblicò l'opuscolo Kassa városának ó-német stylű templomairól ("Le chiese di Košice nello stile antico tedesco"), che fu la sua prima monografia sui monumenti della città e anche la prima opera di questo genere in tutto il Regno d'Ungheria. In questo stesso anno si tenne a Košice il congresso nazionale dei medici e dei naturalisti, che, per sua proposta, espresse la richiesta del restauro dei monumenti del Regno d'Ungheria. Nel 1873 divenne membro ordinario dell'Accademia ungherese delle scienze e fu capo della cattedra di archeologia dell'Università di Budapest.
Fu deputato alla Dieta ungherese.

### La nascita del Museo dell'Alta Ungheria
Nel 1872, su sua iniziativa, fu fondata la Società del museo dell'Alta Ungheria. Alla sua morte, lasciò alla Società circa 3 000 opere d'arte, una biblioteca, il suo epistolario e manoscritti, nonché una somma in denaro. Questa raccolta divenne una delle basi delle collezioni del museo.

### Ricostruzione del duomo di Sant'Elisabetta
Sebbene si fosse trasferito a Pest, tornava frequentemente a Košice, anche per seguirei lavori di ricostruzione della Cattedrale di Sant'Elisabetta. Influenzato dalla scuola francese, fu sostenitore dell'intervento più puristico nel solco dello stile gotico medievale. Criticò recisamente la ricerca archeologica non professionale intorno all'antica chiesa gotico-romanica di Sant'Elisabetta, di cui si trovarono le fondazioni durante la ricostruzione.